# Sangro
Sangro – rzeka we Włoszech, płynąca przez Abruzję. Jej długość wynosi 117 km, a powierzchnia zlewni 1515 km².
Przepływa przez Pescasseroli. W pobliżu Barrei jej wody spiętrzono, tworząc zbiornik zaporowy. Następnie płynie przez Castel di Sangro. W Bombie utworzono na niej kolejny zbiornik. W dolnym biegu jej koryto rozszerza się i meandruje. Wpada do niej rzeka Aventino. Uchodzi do Morza Adriatyckiego.